# Едмънд II
Едмънд II (на английски: Edmund II of England) е крал на Англия от западносаксонската династия Уесекс. Царува само няколко месеца – от 23 април до 30 ноември 1016 г. Известен е още с прозвището „Желязното ребро“ заради упоритата съпротива, която оказва на нашествието на датския крал Кнут Велики в Англия.

## Произход. Конфликт с Етелред II
Той е вторият син на крал Етелред II и първата му жена Елфледа. След смъртта на Елфледа и най-вече след тази на първородния им син Етелстан, Едмънд е вече законен наследник на бащиния трон. Между баща и син обаче избухва конфликт, в хода на който Етелред нарежда да бъдат екзекутирани двама благородници по обвинение, че заговорничат на страната на сина му. Един от тях е Сигферд от Нортумбрия, чиято съпруга, Едит, след екзекуцията му е затворена в манастир. В желанието си да се противопостави на баща си и да го предизвика, Едмънд извежда Едит от манастира през август 1015 г. и се оженва за нея. Още същата година обаче нахлуването на Кнут Велики в Англия става причината баща и син да забравят за конфликта помежду си и да обединят усилията си срещу нашественика.

## Крал на Англия
След смъртта на Етелред на 23 април 1016 г., Едмънд се възкачва на трона и в следващите месеци брани ожесточено кралството си от завоевателите. Отвоюва Уесекс (южните части на Англия), които Кнут е завладява през 1015 г. В отговор Кнут обсажда Лондон, но не успява да го превземе заради ефикасната отбрана на Едмънд. Независимо от постигнатия успех съотношението на силите не е в полза на Едмънд и той се вижда принуден да подпише мирен договор с датския крал, според който запазва Уесекс, но отстъпва на Кнут териториите на север от Темза. В договора влиза и следната клауза: в случай на смърт на единия от двамата крале, неговите земи преминават към владенията на съперника му. Договорът е подписан през октомври 1016 г. и още на 30 ноември същата година Едмънд умира от естествена смърт според официалните данни, но според някои източници е намушкан с кама в корема на едно от съвещанията си от доверено лице на датския крал. Във всеки случай съобразно с договора земите му автоматично стават притежание на Кнут Велики.

## Деца
От брака му с Едит се раждат двама сина:
- Едуард Изгнаника (1016 – 1057), прекарва целия си живот в изгнаничество и едва в края му се завръща в Англия, където умира. Баща е на:
  - Едгар Етелинг
  - Маргарет Шотландска;
- Едмънд (1016 – 1030), умира в Унгария.